# Yūko Nakamura
Yūko Nakamura (中村優子, Nakamura Yūko), née le 7 janvier 1975 est une actrice japonaise.

## Biographie
Yūko Nakamura remporte le prix du meilleur second rôle féminin au 28e Festival du film de Yokohama pour Strawberry Shortcakes (en)

## Filmographie

### Cinéma
| Année | Titre                                          | Rôle             | Réalisateur          | Notes                                                                      |
| ----- | ---------------------------------------------- | ---------------- | -------------------- | -------------------------------------------------------------------------- |
| 1999  | JUBAKU                                         |                  | Masato Harada        |                                                                            |
| 2000  | TRUTH: A STREAM                                | Higuchi Kaori    | Masahiro Tsuchihashi |                                                                            |
| 2001  | Firefly (Hotaru)                               | Ayako Mizusawa   | Naomi Kawase         | Buenos Aires International Festival of Independent Cinema for Best Actress |
| 2003  | Rodeo Drive                                    | Kana             | Tadanori Kanou       |                                                                            |
| 2003  | like a Desperado Under the Eaves'              | Noriko           | Shinji Aoyama        | Short film for festival international du film de Jeonju                    |
| 2003  | Suicide Manual                                 | Ricky            | Fukutani Osamu       |                                                                            |
| 2004  | Suicide Manual 2                               | Ricky            | Fukutani Osamu       |                                                                            |
| 2004  | Hotel Water Moon                               |                  | Ryotaro Kawahara     |                                                                            |
| 2004  | Bridge                                         |                  | Tadanori Kanou       |                                                                            |
| 2004  | Over Drive                                     |                  | Takefumi Tsutsui     |                                                                            |
| 2004  | Blood and Bones                                | Kiyoko Yamanashi | Yoichi Sai           |                                                                            |
| 2005  | Ugoki, Hibiki, Hikari                          |                  | Masahiro Tsuchihashi |                                                                            |
| 2005  | DOUBLE SUICIDE ELEGY                           | Asami Tanaka     | Ryo Kamei            |                                                                            |
| 2005  | The Samurai I Loved                            | Okimi            | Mitsuo Kurotsuchi    |                                                                            |
| 2005  | In the Pool                                    |                  | Satoshi Miki         |                                                                            |
| 2006  | I, my, me, mine.                               | Ayako            | Kenichi Watanabe     |                                                                            |
| 2006  | Akiba                                          | Yuko             | Yuichi Onuma         |                                                                            |
| 2006  | Colors                                         |                  | Kensaku Kakimoto     |                                                                            |
| 2006  | Strawberry Shortcakes                          | Akiyo            | Hitoshi Yazaki       | Yokohama Film Festival for Best Supporting Actress                         |
| 2006  | Yotsuya Kaidan                                 | Yoko             | Chihiro Ikeda        |                                                                            |
| 2007  | AWAKING                                        | Etsuko           | Junji Sakamoto       |                                                                            |
| 2007  | Welcome to the Quiet Room                      | Kurita           | Suzuki Matsuo        |                                                                            |
| 2008  | A Glass Play In Kobe                           | Haruka Kanzaki   | Masahiro Tsuchihashi |                                                                            |
| 2009  | Firefly (Hotaru) - canne film festival version | Ayako Mizusawa   | Naomi Kawase         | Buenos Aires International Festival of Independent Cinema for Best Actress |
| 2009  | Kuhio Taisa                                    | Michiko          | Daihachi Yoshida     |                                                                            |
| 2009  | A Midsummer Night's Dream                      | Rinka            | Yuji Nakae           |                                                                            |
| 2009  | Machiakari no mukou ni                         | Yukako           | Aki Yamamoto         |                                                                            |
| 2009  | Visitors (segment "Koma")                      | Hatsuko          | Naomi Kawase         | Short film for festival international du film de Jeonju                    |
| 2010  | Tetsuo: The Bullet Man                         | Mitsue           | Shinya Tsukamoto     |                                                                            |
| 2010  | TORSO                                          | Michiko          | Yutaka Yamazaki      |                                                                            |
| 2010  | BOX – THE HAKAMADA CASE                        | Hideko Hakamada  | Banmei Takahashi     |                                                                            |
| 2011  | Love and Treachery                             | Machiko          | Hitoshi Yazaki       |                                                                            |
| 2011  | Tada's Do-It-All House                         | Mari's mother    | Tatsushi Ōmori       |                                                                            |
| 2012  | Women on the Edge                              | Second daughter  | Masahiro Kobayashi   |                                                                            |
| 2012  | Ace Attorney                                   | Sayuri Haine     | Takashi Miike        |                                                                            |
| 2012  | Look Over Here, Momose                         | Miyazaki Tetsuko | Saiji Yakumo         |                                                                            |
| 2013  | Strangers When We Meet                         | Yukiko Kawamura  | Masahiro Kobayashi   | Jeonju Digital Project 2013                                                |
| 2015  | Kamurobamura-e                                 | Natsu            | Suzuki Matsuo        |                                                                            |
| 2015  | Good Strips                                    | Sayoko Kudo      | Yukiko Sode          |                                                                            |
| 2015  | Umimachi Diary                                 | Yoko Asano       | Hirokazu Kore-eda    |                                                                            |
| 2015  | Fires on the Plain                             | Tamura's Wife    | Shinya Tsukamoto     |                                                                            |
| 2016  | Natsumi no Hotaru                              | Miyako           | Ryūichi Hiroki       |                                                                            |
| 2016  | The Sun                                        | Junko Okudera    | Yu Irie              |                                                                            |
| 2016  | RESPECT                                        |                  | Naomi Kawase         | Short film                                                                 |
| 2017  | Tomato no shizuku                              | Shinobu          | Hideo Sakaki         |                                                                            |
| 2017  | AMY SAID                                       | Naoko Iida       | Taishi Muramoto      |                                                                            |

### Télévision
| Année     | Titre                                                                                               | Chaîne   | Rôle                              |
| --------- | --------------------------------------------------------------------------------------------------- | -------- | --------------------------------- |
| 2007      | Dondo Bare (どんど晴れ) / Perfect Blue Sky                                                          | NHK      | Kiyomi Ishihara                   |
| 2008      | Judge II (ジャッジII ～島の裁判官 奮闘記～)                                                         | NHK      |                                   |
| 2010-2011 | Carnation (en) (カーネーション)                                                                     | NHK      | Kanako Yoshizawa (cancer patient) |
| 2013      | Henshin Interviewer no Yuuutsu (変身インタビュアーの憂鬱) / Transformation Interviewer's Depression | TBS      | Manami Makabe                     |
| 2014      | Wakamono Tachi (若者たち2014) / All About My Siblings                                               | Fuji TV  | Shiho Nakagawa (ep.2-5)           |
| 2015      | Mare (まれ)                                                                                         | NHK      | Shiori Okesaku                    |
| 2015      | Chanpon Tabetaka (ちゃんぽん食べたか) / I Want to Eat Nagasaki Champon Noodles                      | NHK      | Kaori Mimura                      |
| 2015      | 64 (ロクヨン)                                                                                       | NHK      | Murakushi                         |
| 2017      | Hokuto Aru Satsujinsha no Kaishin (北斗 ある殺人者の回心) / Hokuto: Some Murderer's Conversion      | WOWOW    | Misako Hashizume                  |
| 2017      | Deddo Sutokku~Michi e no Chosen ( デッドストック～未知への挑戦～) / Dead Stock                      | TV Tokyo |                                   |
| 2019      | Giri/Haji                                                                                           | Netflix  | Rei Mori                          |